# L'uscita dalle officine Lumière
L'uscita dalle officine Lumière (La Sortie des usines Lumière) è un film dei fratelli Auguste e Louis Lumière, compreso tra i dieci film che vennero proiettati al primo spettacolo pubblico di cinematografo del 28 dicembre 1895 al Salon indien du Grand Café di Boulevard des Capucines a Parigi.
Fu il primo film a venire visto dal pubblico, per cui viene solitamente indicato come il punto di partenza della storia del cinema.

## Produzione

### Soggetto
Il film mostra un ampio gruppo di operai, per la maggior parte donne, al momento dell'uscita dalla fabbrica Lumière a Monplaisir, alla periferia di Lione.

L'edificio, situato al n° 25 di rue Saint Victor (successivamente ribattezzata rue du Premier Film), è stato demolito nel 1970, ma il capannone rappresentato nella scena è stato risparmiato. Classificato monumento storico nel 1995 e restaurato alla fine degli anni 90, l'Hangar du Premier-Film ospita la sala cinematografica dell'Istituto Lumière.

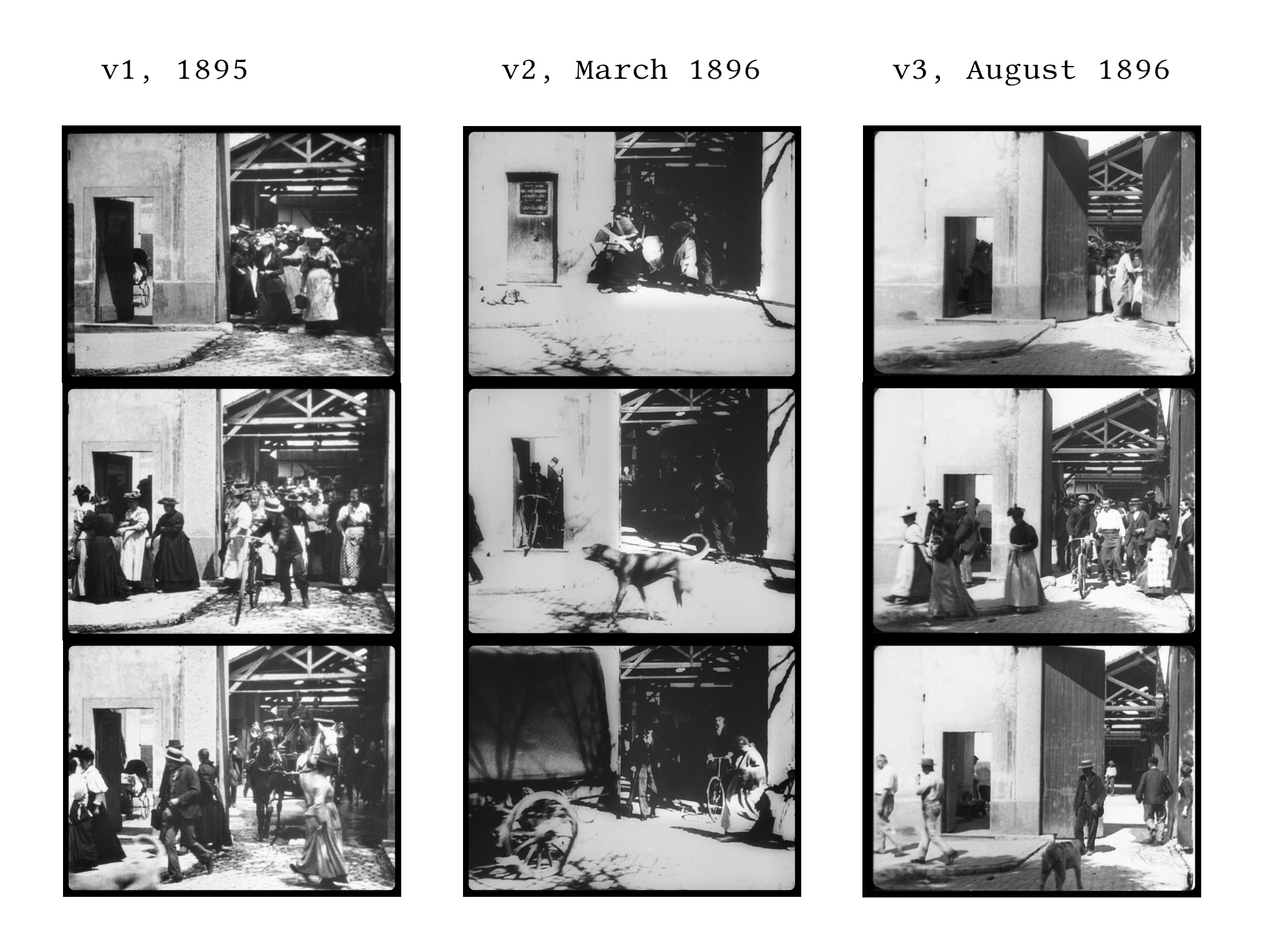
Fotogrammi delle tre versioni del film

### Versioni
La prima versione del film è stata girata tra il 15 e il 20 marzo 1895. L'unica giornata di sole in cui sarebbe stato possibile girare fu il 19 marzo, un martedì. Il 22 marzo e il 10 giugno 1895 i Fratelli Lumière proiettano di fronte ad altri scienziati e fotografi un prototipo del film. Il 28 dicembre dello stesso anno, al Salon indien du Grand Café di Boulevard des Capucines di Parigi, viene effettuata la prima proiezione di fronte a un pubblico pagante: in tal modo si da inizio alla storia del cinema.
I Lumière intuiscono che il loro cinema può interessare il grande pubblico, "Ma non sapevamo esattamente ciò che sarebbe successo", dirà più tardi con modestia Louis Lumière.
La ripresa non avvenne in maniera casuale, ma fu probabilmente organizzata a grandi linee a tavolino per renderla sufficientemente interessante e per farla adattare alla durata della bobina. Ne sono riprova le diverse versioni del film: una con abiti primaverili, girata probabilmente a marzo, e una con abiti invernali. Facendo questo, i fratelli Lumière, oltre che a inventare il cinema, inventano anche il remake.
A negare la natura "documentaria" e spontanea del corto concorrono inoltre altri elementi:
- A giudicare dalle ombre, il sole è direttamente sulle teste dei personaggi, quindi il filmato è stato probabilmente ripreso all'incirca a mezzogiorno e non certo all'orario serale di chiusura. Tuttavia le ombre non sono sempre ben visibili, e il filmato potrebbe risalire alla tarda mattinata.
- L'abbigliamento dei lavoratori potrebbe non essere costituito dai loro veri abiti da lavoro, ma potrebbero essersi appositamente abbigliati in quel modo.
- I lavoratori sulla sinistra escono verso destra e viceversa. Questo potrebbe suggerire che la direzione da prendere gli sia stata indicata. Tuttavia le due corsie potrebbero essere dovute ad un'abitudine degli operai.
- Nessuno cammina in direzione della camera. Tuttavia i lavoratori potrebbero essere stati avvisati semplicemente di non avvicinarsi e di non fissare la cinepresa.
- Un cane e un ciclista compaiono nello stesso momento, da diverse direzioni, ma sembrano comparire in maniera casuale.
- Una carrozza mossa da due cavalli rappresenta il gran finale, cosa insolita da vedere nei pressi di una fabbrica, ma plausibile.

A ulteriore riprova di quanto già esposto, sono state ritrovate altre due versioni di questa scena, in cui i lavoratori non riescono ad uscire dalla fabbrica nei tempi giusti e dove il cane compare in entrambe, segno che le riprese richiesero numerosi tentativi.